# Thân (nước)
Thân (tiếng Trung: 申; bính âm: Shēn) là một nước chư hầu của nhà Chu trong lịch sử Trung Quốc. Nước Thân do họ Khương (薑/姜) cai quản, được ban tước vị bá tước. Vào đầu thời Xuân Thu, nước Thân bị nước Sở sáp nhập và trở thành một huyện của Sở.

## Lãnh thổ
Nước Thân nằm tại phía nam của nước Trần[A] và Trịnh[B]. Đô thành nước Thân nằm tại Uyển huyện[C], phía bắc giáp với Minh Ách quan (冥厄關/冥厄关)[D] và ở phía nam giáp với Hoài Hà.

## Lịch sử
Lịch sử nước Thân bắt đầu với việc thiên tử nhà Chu phong tước Thân bá (về sau thành hầu) cho thân gia mẫu hệ của mình. Thời Chu Tuyên Vương (trị vì 827 – 782 TCN), Thân bá được ban cho tước hiệu và đất đai của người "cữu"[E] của Tuyên Vương tại nước Tạ trước đây (謝國/谢国). Lãnh thổ được cấp của nước Thân là cửa ngõ chiến lược ở phương nam của vùng đất mà vương triều Chu khống chế được. Tuyên Vương phái Triệu Bá Hổ (召伯虎) đến Thân để dàn xếp với Thân bá và ông có được một phần đất đai để hình thành nên hệ thống công điền (公田). Tuyên vương cũng cử cận thần Phó Ngự (傅御) đến để di dời cư dân nhằm nhanh chóng củng cố địa vị thống trị của ông tại khu vực.
Chu U Vương lên ngôi năm 781 TCN, Hoàng hậu và người vợ cả của U Vương là con gái của Thân hầu. Tì thiếp của U vương là Bao Tự muốn phế Thái tử Nghi Cữu (宜臼) và đưa con trai của mình là Bá Phục (伯服) lên ngôi thái tử, gây nên cơn phẫn nộ của Thân hầu. Do vậy, năm 771 TCN, Thân hầu liên minh với nước Tăng (繒/缯) và tộc Khuyển Nhung (犬戎) tấn công kinh đô nhà Chu ở Hạo Kinh (鎬京/镐京). U Vương dùng phong hỏa triệu tập chư hầu, song không ai hưởng ứng, cuối cùng U Vương bị giết lại chân Ly Sơn, gần Tây An ngày nay. Thân hầu, Lỗ hầu và Hứa Văn công đã đưa Thái tử Nghi Cữu lên ngôi, trở thành Chu Bình Vương thời Xuân Thu bắt đầu từ đây.
Năm 761 TCN, một người con gái khác của Thân hầu gọi là Võ Khương (武姜) đã kết hôn với Trịnh Vũ công (鄭武公/郑武公). Sau đó, bà đã sinh hạ được hai người con trai, người cả là Ngụ Sinh (寤生) đã kế vị cha và trở thành Trịnh Trang công.
Vào những năm đầu thời Xuân Thu, nước Sở bắt đầu khuếch trương. Năm 688 TCN Sở Văn Vương phái quân đến thảo phạt nước Thân. Theo Tả truyện, đội quân đi qua nước Đặng, Đặng Kỳ hầu thuyết: Sở Văn Vương là con của chị gái ta. Kết quả, Kỳ hầu cho phép quân Sở dừng chân tại Đặng và thiết yến khoản đãi. Các quan Chuy Sanh (騅甥/骓甥), Đam Sanh (聃甥) và Dưỡng Sanh (養甥/养甥) thỉnh cầu Đặng Kỳ hầu giết chết Sở Vương, Đặng hầu không nghe theo, ba người thuyết:
"Người này liên hệ đến sự sống còn của Đặng quốc. Nay ông ta diệt nước Thân, khi quay về ông ta sẽ diệt Đặng. Dường như ông ta đang cắn vào rốn của ta và đã quá muộn để mưu ứng đối phó. Nay là lúc để ra tay"
Sau khi Sở Vương thảo phạt nước Thân, Sở đã bị cản trở bởi một cuộc chiến tranh giữa Đặng và Ba, không rõ điều gì đã xảy đến với nước Thân.
"Tả truyện • Ai công thập thất niên" mô tả việc Sở Văn Vương cho thành lập các huyện Thân và Tức (息), nước Tức bị diệt vong vào khoảng năm 680 TCN. Do vậy, việc nước Thân diệt vong có thể diễn ra vào cùng một khoảng thời gian – một mốc nào đó giữa 688 và 680 TCN.
Sau khi bị sáp nhập vào Sở, Thân trở thành một huyện trọng yếu ở phương bắc của Sở. Trong trận Thành Bộc, lệnh doãn nước Sở là Thành Đắc Thần (成得臣) không nắm toàn bộ quân chủ lực xuất trinh của Sở song được trao một đội quân nhỏ hơn với binh lực chủ yếu đến từ lưỡng huyện Thân và Tức. Kết quả, Thành Đắc Thần thua trận và khi trở về Sở Thãnh Vương có nói Nếu ngươi hồi quốc, các phụ lão lương huyện Thân Tức sẽ làm gì?
Năm 594 TCN, Sở Trang Vương đồng ý ban lãnh thổ hai huyện Thân và Lỗ cho Tử Trọng (子重). Nhưng đương thời trưởng quan Thân huyện của Sở là Vu Thần (巫臣) khuyên gián:
Thân và Lỗ là biên giới trọng yếu ở phương bắc và là vùng quân sự cũng như mộ lính quan trọng. Nếu bệ hạ đem Thân và Lỗ làm thưởng điền cho Tử Trọng thì sẽ không còn có thể cai trị trực tiếp khu vực và bị thiệt về khả năng quân sự; nước Tấn và nước Trịnh tất nhiên sẽ đột kích qua biên giới và công kích vùng nội địa của Sở, tức lưu vực Hán Giang.
Năm Lỗ Thành công thứ 6 (585 TCN), nước Tấn thảo phạt nước Sái. Sở bèn cử quân từ Thân và Tức đến cứu Sái. Tướng lĩnh nước Tân biết rằng mếu như họ thắng trận này thì chỉ có nghĩa rằng họ đánh bại hai huyện Thân và Tức chứ không phải toàn bộ nước Sở – nếu thua thì đây sẽ là một nỗi sỉ nhục lớn, do vậy đã quyết định rút lui. Viện sĩ Cố Kiết Cương (顾颉刚) đã chỉ ra rằng hai huyện Tức và Thân đủ binh lực và đủ mạnh để đối phó với quân Tấn, điều này cho thấy rõ ràng rằng hai huyện này đều giàu có và đông dân.
Sau đó, vào năm 529 TCN, Sở Linh Vương mất và Sở Bình Vương lên kế vị. Trong những năm Linh Vương cai trị, sau khi diệt nước Sái, ông đã sáp nhập các nước Từ (徐国), Hồ (胡国), Thẩm (沈国), Đạo, Phòng (房国) và Thân, đưa chúng vào lãnh thổ của nước mình. Sau khi Bình Vương kế vị, ông đã cho phục hai nước Trần và Sái.

## Chữ khắc trên đồ đồng
Vào thập niên 1980, các khai quật khảo cổ học xung quanh kinh đô của Thân trước đây ở Nam Dương đã phát hiện một số đồ tạo tác bằng đồng quốc gia của Thân. Chúng bao gồm một bình dùng để cúng tế bằng đồng được khắc các văn tự mà học giả Lý Học Cần (李学勤) giải mã thành Nam Thân bá (南申伯). Lý Học Cần suy luận thêm rằng quý tộc được đề cập tới là một trong những người được nói đến trong phần Đại Nhã (大雅) của Kinh Thi ở bài thơ mang tên Tung Cao (崧高).